# Trynfiskar
Trynfiskar (Caproidae) är en familj av fiskar. Trynfiskar ingår i ordningen abborrartade fiskar, klassen strålfeniga fiskar, fylumet ryggsträngsdjur och riket djur. Enligt Catalogue of Life omfattar familjen Caproidae 18 arter. 
Familjens arter förekommer i havet. De blir upp till 30 centimeter långa och deras nos påminner om svinets tryne. Fjällen är små och de har vid bakkanten utskott så att de liknar en hårkam. Familjens medlemmar har 7 till 9 taggstrålar i ryggfenan, 2 till 3 taggstrålar i analfenan och en taggstråle samt 5 mjukstrålar i bukfenorna. Stjärtfenan har en avrundad form.
Släkten enligt Catalogue of Life och Dyntaxa:
- Antigonia
- Capros